# Прапор Естонської РСР
Пра́пор Есто́нської РСР (ест. Eesti NSV lipp) — один з державних символів Естонської Радянської Соціалістичної Республіки.

## Опис
Прапор Естонської РСР являв собою прямокутне полотнище, що складається з шести горизонтально розташованих кольорових смуг: верхньої смуги червоного кольору, що становить половину ширини прапора, двох білих та двох синіх хвилястих смуг різної ширини, що чергуються між собою і символізують Балтійське море, та нижньої червоної смуги. У верхньому лівому куті широкої червоної смуги, на відстані однієї п'ятої від ратища, зображені золоті серп та молот, над якими червона п'ятипроменева зірка, обрамлена золотою облямівкою. Відношення ширини прапора до його довжини 1:2.

## Історія
27 липня 1940 року з башти Довгий Герман на замку Томпеа у Таллінні було знято прапор незалежної Естонії. Відтоді радянською владою замість нього використовувався прапор СРСР із жовтою абревіатурою ENSV (ест. Eesti Nõukogude Sotsialistlik Vabariik — Естонська Радянська Соціалістична Республіка) замість зірки у верхньому лівому куті, над зображенням серпа і молота.
Після зміни влади 22 вересня 1944 року з Талліннського замку зняли триколор, встановлений Національним Комітетом Естонської Республіки, замість якого знову було встановлено червоний прапор.
6 лютого 1953 було затверджено новий прапор Естонської РСР, що проіснував до 7 серпня 1990 року. Дизайн прапора розробив художник-графік Пауль Люхтейн.

## Галерея
|  |  |